# Europäisches Folklore-Festival

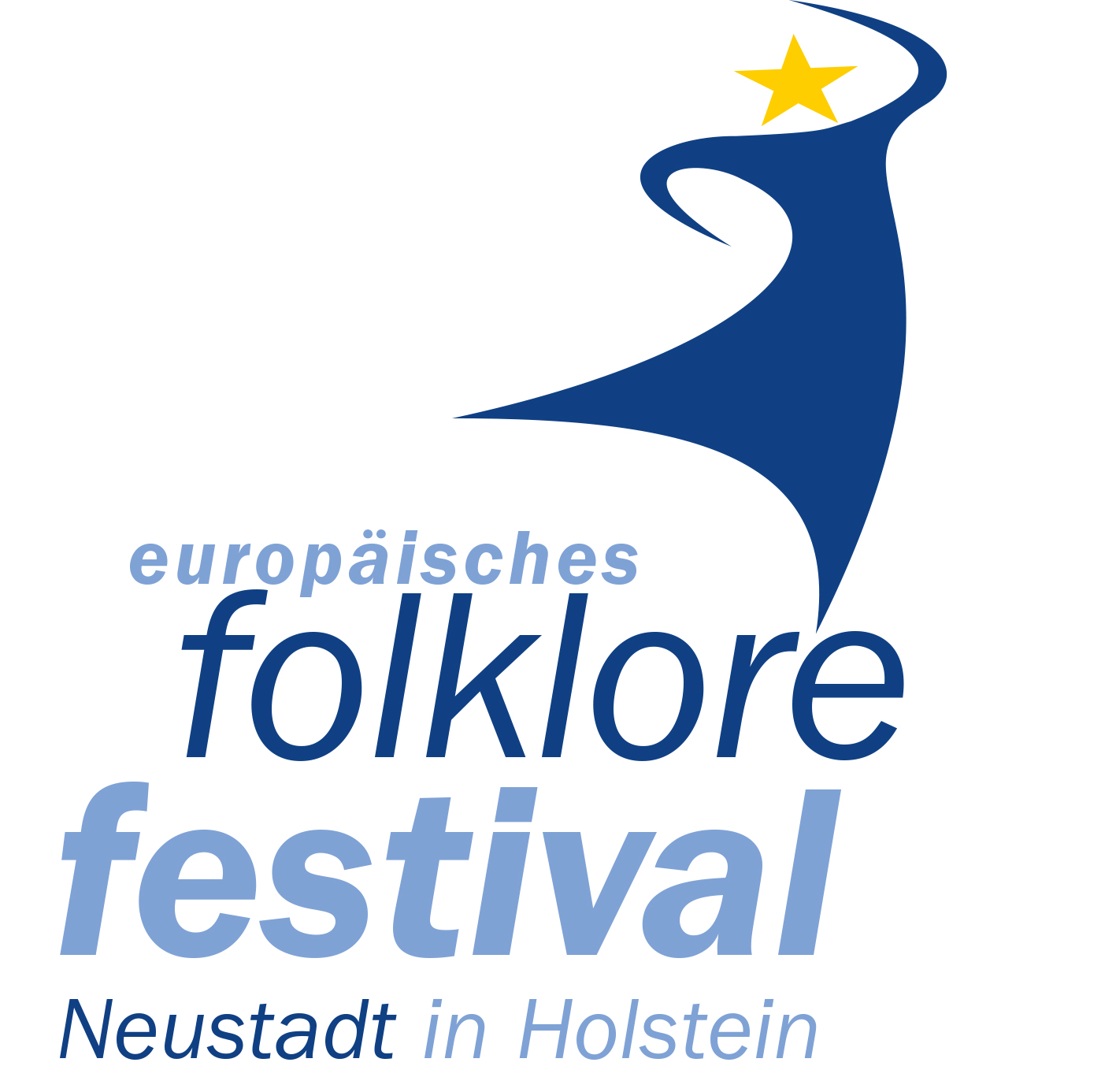
Logo der Veranstaltung

Das Europäische Folklore-Festival (Eigenschreibweise: europäisches folklore festival) ist eine rund einwöchige Volkstanz- und Volksmusikveranstaltung, die seit 1951 in Neustadt in Holstein  stattfindet. Die Besonderheit dieses Festivals ist es, dass die eingeladenen Gruppen während der Veranstaltung von Neustädter Familien beherbergt werden. Anfänglich wurde die Veranstaltung als Europäische Trachtenwoche bezeichnet, bis im Bemühen um ein moderneres, zeitgemäßes Auftreten der Name 2004 in Europäisches Folklore-Festival geändert wurde. Dieses Festival gilt als eines der ältesten seiner Art in Europa und wird ehrenamtlich organisiert.

## Geschichte
Im Jahr 1951 schlug Gerd Beier, der damalige Leiter der örtlichen Volkshochschule, vor, eine Trachtenwoche durchzuführen. Hierzu sollten Trachtengruppen aus den verschiedenen Bundesländern eingeladen werden sowie Gruppen, die schlesisches, sudetendeutsches, ostpreußisches und pommersches Brauchtum pflegten und damit ihre Heimat und Landschaft in Musik und Tanz zeigen.
Bei diesem Treffen sollten Laienmusiker und Volkstänzer ihre Heimat in authentischer Form repräsentieren.
Für die Trägerschaft der Veranstaltung wurde der Verein Europäische Trachtenwoche gegründet, zu dessen erstem Vorsitzenden der damalige Neustädter Bürgermeister Paul Haas gewählt wurde.
Die erste Veranstaltung fand bereits im selben Jahr vom 4. bis 11. August 1951 statt.
Das Plakat für diese Deutsche Trachtenwoche an der Ostsee entwarf der Lithograf und Maler A. Paul Weber.
Neben Gruppen aus Deutschland nahm 1951 als erste ausländische Gruppe die Sing- und Spielgruppe der oberösterreichischen Lehrervereinigung aus Linz teil.
Die Beteiligung dieser Gruppe löste im Kuratorium die Grundsatzfrage aus, inwieweit man künftig weitere außerdeutsche Gruppen einladen solle, um zu einer europäischen Folklorewoche zu kommen.
Es war ein Anliegen der Veranstalter, die Isolierung Deutschlands nach dem Zweiten Weltkrieg zu überwinden und den Wunsch nach einem friedlichen Zusammenleben in Europa zum Ausdruck zu bringen.
In diesem Sinne wurden in den Folgejahren vermehrt Gruppen aus dem europäischen Ausland, später auch aus Übersee, zu den Veranstaltungen eingeladen.

## Veranstaltungskonzept
Ein vom Verein Europäische Trachtenwoche gewähltes und ehrenamtlich tätiges Kuratorium organisiert die Veranstaltung.
Neben Bürgern der Stadt Neustadt gehören dem Kuratorium kraft Amtes der Bürgermeister sowie Mitglieder des Magistrats und der Stadtverwaltung an.
Seine Aufgaben sind Werbung, Finanzen, Programmgestaltung, Quartierbeschaffung, Gruppenbetreuung und Pressearbeit.
Das Europäische Folklore-Festival findet in der Regel alle drei Jahre (bis 1960 jährlich) statt.
Die Veranstaltungsdauer des Folklore-Festivals beträgt acht Tage (Samstag–Samstag).
Die Teilnehmer werden von Neustädter Familien beherbergt und verpflegt.
Neben der Eröffnungs- und Abschlussveranstaltung gehören zum Veranstaltungsprogramm ein Festumzug, „Tanz in den Straßen“, ein Kirchenkonzert sowie tägliche Nachmittags- und Abendauftritte der beteiligten Tanz- und Musikgruppen.
Außerdem finden in Krankenhäusern, Pflege- und Altenheimen in der Stadt Auftritte der Tanz- und Musikgruppen statt, um auch deren Patienten/Bewohner an der Veranstaltung teilhaben zu lassen.
In früheren Jahren wurde außer dem Kirchenkonzert auch ein Instrumental- und Chorkonzert mit Volksmusik aus den Herkunftsregionen der beteiligten Gruppen geboten.
Gruppenabende sind ebenfalls fester Bestandteil des Programms.
Am Festumzug sowie an einzelnen Veranstaltungen nehmen weitere Gruppen aus der näheren Umgebung teil.
Die Auftritte der Tanz- und Musikgruppen finden auf dem Neustädter Marktplatz auf einer teilüberdachten Bühne von 10 m × 14 m statt, die mit professioneller Ton- und Lichttechnik ausgestattet ist.
Für das Publikum stehen eine Tribüne mit ca. 2500 Sitzplätzen und ein Stehplatzbereich für weitere ca. 1000 Zuschauer zur Verfügung.
Das Europäische Folklore-Festival in Neustadt in Holstein wurde vom Internationalen Rat für die Organisation von Folklore Festivals und Volkskunst (CIOFF) offiziell anerkannt.

## Schirmherrschaft
Die besondere völkerverbindende Bedeutung des Europäischen Folklore-Festivals wird dadurch gewürdigt, dass  Landes-, Bundes- und Europapolitiker die Schirmherrschaft der Veranstaltung übernehmen.
Die bisher ranghöchsten Schirmherren waren die Bundespräsidenten Karl Carstens (1981), Richard von Weizsäcker (1985) und Johannes Rau (2001).
| Jahr | Schirmherr                                                                                            |
| ---- | --- |
| 1951 | Innenminister des Landes Schleswig-Holstein Paul Pagel                                                |
| 1952 | Ministerpräsident Friedrich Wilhelm Lübke                                                             |
| 1953 | Friedrich Wilhelm Lübke                                                                               |
| 1954 | Friedrich Wilhelm Lübke                                                                               |
| 1955 | Ministerpräsident Kai-Uwe von Hassel                                                                  |
| 1956 | Kai-Uwe von Hassel                                                                                    |
| 1957 | Kai-Uwe von Hassel                                                                                    |
| 1958 | Kai-Uwe von Hassel                                                                                    |
| 1959 | Kai-Uwe von Hassel                                                                                    |
| 1960 | Kai-Uwe von Hassel                                                                                    |
| 1962 | Kai-Uwe von Hassel                                                                                    |
| 1964 | Ministerpräsident Helmut Lemke                                                                        |
| 1967 | ohne Schirmherrschaft                                                                                 |
| 1969 | Bundesministerin für Familie und Jugend Aenne Brauksiepe                                              |
| 1972 | Ministerpräsident Gerhard Stoltenberg                                                                 |
| 1975 | Gerhard Stoltenberg                                                                                   |
| 1978 | Bundestagspräsident Karl Carstens                                                                     |
| 1981 | Bundespräsident Karl Carstens                                                                         |
| 1985 | Bundespräsident Richard von Weizsäcker                                                                |
| 1988 | Vizepräsident der Kommission der Europäischen Gemeinschaften Karl-Heinz Narjes                        |
| 1991 | Ministerin für Bildung, Wissenschaft, Jugend und Kultur des Landes Schleswig-Holstein Marianne Tidick |
| 1994 | Ministerin für Wissenschaft, Forschung und Kultur des Landes Schleswig-Holstein Marianne Tidick       |
| 1997 | Bundesminister des Auswärtigen Klaus Kinkel                                                           |
| 2001 | Bundespräsident Johannes Rau                                                                          |
| 2004 | Präsident des schleswig-holsteinischen Landtages Heinz-Werner Arens                                   |
| 2007 | Ministerpräsident Peter Harry Carstensen                                                              |
| 2010 | Peter Harry Carstensen                                                                                |
| 2013 | Schauspieler Axel Prahl                                                                               |
| 2016 | Axel Prahl                                                                                            |
| 2019 | Ministerpräsident Daniel Günther                                                                      |
| 2022 | Daniel Günther                                                                                        |
| 2025 | Daniel Günther                                                                                        |

## Auszeichnungen

### Stadt Neustadt in Holstein
1969 wurde der Stadt Neustadt in Holstein die Ehrenfahne des Ministerkomitees des Europarats verliehen. Neustadt darf sich seitdem Europastadt nennen.
Der Europarat schrieb zu der Verleihung:

„[…] die markantesten Stellen Ihrer Bewerbung werden in einer Broschüre, welche der Europarat der ersten Preisverleihung widmen wird, aufgenommen. Um noch mehr seine Bewunderung und Anerkennung für die prächtige und beispielhafte Haltung, welche die Stadt Neustadt hinsichtlich der europäischen Verständigung angenommen hat, zum Ausdruck zu bringen, hat mich das Komitee beauftragt, Ihnen persönlich, Herr Bürgermeister, Ihrem Stadtrat und den Einwohnern Ihrer Stadt seine wärmsten Glückwünsche auszusprechen. Der Europarat dankt der Stadt Neustadt und dem Kuratorium.“

Am 23. September 2008 wurde der Stadt Neustadt in Holstein wegen ihres Engagements für kulturelle Vielfalt der Titel Ort der Vielfalt von der Bundesregierung zuerkannt.
Die Stiftung Lebendige Stadt zeichnete 2013 die Stadt Neustadt in Holstein für das Europäische Folklore-Festival als eines der schönsten Stadtfeste aus.

### Veranstalter und Einzelpersonen
Die SPD Schleswig-Holstein zeichnete das Europäische Folklore-Festival 2013 mit dem Sonderpreis des Willi-Piecyk-Preises aus, „[…] weil in Neustadt gezeigt wird, dass Europa fröhlich sein kann. Die Organisatoren verwirklichen mit ihrem Festival ein ‚Europa der Menschen‘.“ Im Jahr 2021 hat der Verein Europäische Trachtenwoche ein weiteres Mal den vom Europa-Forum des SPD-Landesverbandes Schleswig-Holstein verliehenen Willi-Piecyk-Preis erhalten.
Im Jahr 2013 wurde dem Kuratorium des Europäischen Folklore-Festivals der Kulturpreis des Kreises Ostholstein verliehen. In der Begründung hieß es: 

„Das Festival vertritt seit mehr als 60 Jahren ein in dieser Form einzigartiges Konzept zur Verbindung von internationalen Kulturen und leistet damit einen Beitrag zum Frieden in Europa. Besonders beachtlich ist, dass durch die Trachtenwoche bereits zu den intensivsten Zeiten des Kalten Krieges Gruppen aus den Mitgliedsstaaten des ehemaligen Ostblocks in das westdeutsche Neustadt eingeladen und mit Gastfreundlichkeit wie mit Freundschaft für das Fest der europäischen Volkskulturen begeistert werden konnten. […] In Kombination mit der Unterbringung der internationalen Gäste bei Gastfamilien aus Neustadt ergibt sich ein kultureller und völkerverständigender Austausch, der seines Gleichen sucht.“

Die CIOFF-Sektion Europa Mitte verlieh 2016 ihre Silberne Ehrennadel an Heinrich Evers. Er war Vorsitzender des Kuratoriums des 28. Europäischen Folklore-Festivals und hatte die Neustädter Veranstaltung jahrzehntelang bei den jährlichen CIOFF-Tagungen der Sektion Deutschland vertreten.

## Teilnehmende Gruppen

### Herkunft ausländischer Gruppen
| Jahr                   | ’51 | ’52 | ’53 | ’54 | ’55 | ’56 | ’57 | ’58 | ’59 | ’60 | ’62 | ’64 | ’69 | ’72 | ’75 | ’78 | ’81 | ’85 | ’88 | ’91 | ’94 | ’97 | ’01 | ’04 | ’07 | ’10 | ’13 | ’16 | ’19 | ’22 | ’25 |
| ---------------------- | --- | --- | --- | --- | --- | --- | --- | --- | --- | --- | --- | --- | --- | --- | --- | --- | --- | --- | --- | --- | --- | --- | --- | --- | --- | --- | --- | --- | --- | --- | --- |
| Albanien               |     |     |     |     |     |     |     |     |     |     |     |     |     |     |     |     |     |     |     |     |     |     | X   |     |     |     |     |     |     |     |     |
| Belarus                |     |     |     |     |     |     |     |     |     |     |     |     |     |     |     |     |     |     |     |     |     | X   |     |     |     | X   |     |     |     |     |     |
| Belgien                |     |     | X   | X   | X   | X   |     |     | X   |     | X   | X   | X   | X   | X   |     |     | X   |     | X   |     |     | X   |     | X   |     |     |     |     | X   |     |
| Bolivien               |     |     |     |     |     |     |     |     |     |     |     |     |     |     |     |     |     |     |     |     |     |     |     |     |     |     |     | X   |     |     |     |
| Brasilien              |     |     |     |     |     |     |     |     |     |     |     |     |     |     |     |     |     |     |     |     |     |     |     |     |     |     |     |     | X   |     |     |
| Bulgarien              |     |     |     |     |     |     |     |     |     |     |     |     |     |     | X   | X   |     |     | X   | X   |     |     |     |     |     |     |     |     |     |     | X   |
| Chile                  |     |     |     |     |     |     |     |     |     |     |     |     |     |     |     |     |     |     |     |     |     |     |     |     |     |     |     |     | X   |     |     |
| China                  |     |     |     |     |     |     |     |     |     |     |     |     |     |     |     |     |     |     |     |     |     |     |     |     |     | X   |     |     |     |     |     |
| Costa Rica             |     |     |     |     |     |     |     |     |     |     |     |     |     |     |     |     |     |     |     |     |     |     |     |     |     |     |     |     |     |     | X   |
| ČSSR/CSFR              |     |     |     |     |     |     |     |     |     |     |     |     | X   |     |     |     |     |     | X   | X   |     |     |     |     |     |     |     |     |     |     |     |
| Dänemark               |     |     | X   | X   | X   |     |     |     | X   | X   |     | X   | X   |     | X   | X   | X   |     |     |     |     |     | X   |     |     |     |     |     |     |     |     |
| England                |     | X   |     | X   |     | X   | X   |     | X   | X   | X   | X   |     |     |     |     |     |     |     |     |     |     |     | X   |     |     |     |     |     |     |     |
| Estland                |     |     |     |     |     |     |     |     |     |     |     |     |     |     |     |     |     |     |     |     |     |     |     |     |     | X   |     |     |     |     |     |
| Finnland               |     | X   |     | X   | X   | X   |     | X   | X   | X   | X   |     | X   |     | X   |     |     | X   |     |     |     | X   |     |     | X   |     | X   |     |     |     |     |
| Frankreich             |     |     | X   | X   |     | X   | X   | X   | X   | X   | X   | X   | X   | X   |     |     | X   |     | X   |     |     | X   |     |     |     |     |     |     |     |     |     |
| Georgien               |     |     |     |     |     |     |     |     |     |     |     |     |     |     |     |     |     |     |     |     | X   |     |     |     |     |     |     |     |     |     |     |
| Griechenland           |     |     |     |     |     |     |     |     |     | X   |     |     |     |     |     | X   |     | X   | X   |     | X   |     |     |     | X   |     | X   |     |     |     |     |
| Indien                 |     |     |     | X   |     |     |     |     |     |     |     |     |     |     |     |     |     |     |     |     |     |     |     |     |     |     |     |     |     |     | X   |
| Irland                 |     |     |     |     |     | X   |     |     |     |     |     |     |     | X   | X   | X   |     |     | X   |     | X   |     | X   |     |     |     |     | X   | X   |     |     |
| Island                 |     |     |     |     |     |     |     |     |     |     |     |     |     |     |     | X   |     |     |     |     |     |     |     |     |     |     |     |     |     |     |     |
| Italien                |     |     |     | X   | X   | X   |     | X   | X   | X   |     |     | X   | X   | X   | X   | X   | X   | X   |     |     | X   |     |     | X   | X   |     |     | X   | X   |     |
| Jugoslawien            |     |     |     |     | X   | X   | X   | X   | X   | X   | X   | X   | X   |     |     |     | X   | X   | X   |     |     |     |     |     |     |     |     |     |     |     |     |
| Kanada                 |     |     |     |     |     |     |     |     |     |     |     |     |     |     |     |     |     |     |     |     |     |     |     |     |     |     | X   |     |     |     |     |
| Kenia                  |     |     |     |     |     |     |     |     |     |     |     |     |     |     |     |     |     |     |     |     |     | X   |     |     |     |     |     |     |     |     |     |
| Kolumbien              |     |     |     |     |     |     |     |     |     |     |     |     |     |     |     |     |     |     |     |     |     |     |     |     |     |     |     |     |     |     | X   |
| Korea                  |     |     |     |     |     |     |     |     |     |     |     |     |     |     |     |     |     |     |     |     |     |     |     |     |     |     |     |     | X   |     |     |
| Kroatien               |     |     |     |     |     |     |     |     |     |     |     |     |     |     |     |     |     |     |     |     |     |     |     |     |     | X   |     |     |     |     | X   |
| Lettland               |     |     | X   | X   | X   | X   | X   |     |     |     |     |     |     |     |     |     |     |     |     |     |     |     |     | X   |     |     |     |     |     |     |     |
| Liechtenstein          |     |     |     |     |     |     |     |     |     |     |     |     |     |     |     |     |     | X   |     |     |     |     |     |     |     |     |     |     |     |     |     |
| Litauen                |     |     |     |     |     |     |     |     |     |     |     |     |     |     |     |     |     |     |     |     | X   |     |     | X   |     |     |     | X   |     |     |     |
| Luxemburg              |     |     |     |     |     |     |     |     |     |     |     |     |     |     |     | X   |     |     |     | X   |     |     |     |     |     |     |     |     |     |     |     |
| Makedonien             |     |     |     |     |     |     |     |     |     |     |     |     |     |     |     |     |     |     |     |     |     | X   |     |     |     |     |     |     |     |     |     |
| Mexiko                 |     |     |     |     |     |     |     |     |     |     |     |     |     |     |     |     |     |     |     |     |     |     | X   |     |     |     |     | X   |     |     |     |
| Mongolei               |     |     |     |     |     |     |     |     |     |     |     |     |     |     |     |     |     |     |     |     |     |     |     |     |     |     |     |     | X   |     |     |
| Niederlande            |     | X   | X   | X   | X   | X   |     | X   |     | X   |     |     |     |     |     |     | X   |     |     |     |     |     |     |     |     | X   | X   |     |     |     | X   |
| Nordzypern             |     |     |     |     |     |     |     |     |     |     |     |     |     |     |     |     |     |     |     |     |     |     |     |     |     |     | X   |     |     |     |     |
| Norwegen               |     |     |     | X   |     | X   |     |     |     |     | X   | X   | X   | X   |     |     |     |     | X   |     |     |     | X   |     |     | X   |     |     |     |     |     |
| Österreich             | X   | X   | X   | X   | X   | X   | X   |     | X   | X   | X   | X   | X   | X   | X   | X   |     | X   | X   |     |     |     |     |     |     |     |     |     |     |     | X   |
| Palästina              |     |     |     |     |     |     |     |     |     |     |     |     |     |     |     |     |     |     |     |     |     |     |     |     |     |     | X   | X   |     |     |     |
| Panama                 |     |     |     |     |     |     |     |     |     |     |     |     |     |     |     |     |     |     |     |     |     |     |     |     |     |     |     |     |     | X   |     |
| Polen                  |     |     |     |     |     |     |     |     |     |     |     |     |     |     | X   | X   | X   | X   |     | X   |     | X   | X   | X   | X   | X   |     |     | X   | X   |     |
| Portugal               |     |     |     |     |     |     |     |     |     |     |     |     |     |     |     |     | X   |     |     |     | X   |     | X   | X   |     |     |     | X   |     |     | X   |
| Puerto Rico            |     |     |     |     |     |     |     |     |     |     |     |     |     |     |     |     |     |     |     |     | X   |     |     |     |     |     |     |     |     |     |     |
| Rumänien               |     |     |     |     |     |     |     |     |     |     |     |     |     | X   | X   |     |     | X   |     |     |     |     |     |     |     |     |     |     |     |     |     |
| Russland               |     |     |     |     |     |     |     |     |     |     |     |     |     |     |     |     |     |     |     |     |     |     |     |     | X   | X   | X   |     |     |     |     |
| Schottland             |     |     |     | X   | X   | X   |     | X   | X   | X   |     | X   | X   | X   |     |     |     | X   |     |     |     |     |     |     |     |     |     |     |     |     |     |
| Schweden               |     | X   | X   | X   |     | X   |     |     |     | X   | X   |     | X   |     |     |     | X   |     |     |     | X   |     |     | X   |     |     |     |     |     |     |     |
| Schweiz                |     |     | X   | X   |     | X   |     | X   |     | X   | X   |     | X   |     | X   | X   |     | X   |     |     | X   |     |     | X   |     |     |     |     |     |     |     |
| Serbien und Montenegro |     |     |     |     |     |     |     |     |     |     |     |     |     |     |     |     |     |     |     |     |     |     |     | X   |     |     | X   |     |     | X   |     |
| Slowakei               |     |     |     |     |     |     |     |     |     |     |     |     |     |     |     |     |     |     |     |     |     |     |     |     |     |     | X   |     | X   |     |     |
| Slowenien              |     |     |     |     |     |     |     |     |     |     |     |     |     |     |     |     |     |     |     |     | X   |     | X   |     |     |     |     |     | X   |     |     |
| Spanien                |     |     |     | X   |     |     | X   |     |     | X   |     | X   |     |     |     | X   |     | X   |     | X   |     |     |     |     |     |     | X   | X   |     |     |     |
| Tschechien             |     |     |     |     |     |     |     |     |     |     |     |     |     |     |     |     |     |     |     |     | X   |     | X   |     |     | X   |     |     |     |     |     |
| Türkei                 |     |     |     |     |     |     |     |     |     |     |     | X   |     |     |     |     | X   |     |     |     | X   | X   |     |     |     | X   |     |     | X   |     | X   |
| UdSSR                  |     |     |     |     |     |     |     |     |     |     |     |     |     | X   |     |     |     |     | X   | X   |     |     |     |     |     |     |     |     |     |     |     |
| Ukraine                |     |     |     |     |     |     |     |     |     |     |     |     |     |     |     |     |     |     |     |     |     |     | X   |     | X   |     |     | X   |     |     |     |
| Ungarn                 |     |     |     |     |     |     |     |     |     |     | X   | X   |     |     |     | X   | X   |     |     | X   |     | X   |     |     | X   |     | X   |     |     | X   |     |
| Uruguay                |     |     |     |     |     |     |     |     |     |     |     |     |     |     |     |     |     |     |     |     |     |     |     |     |     |     |     |     |     |     | X   |
| USA                    |     |     |     |     |     |     | X   |     |     |     |     |     |     |     |     |     |     |     |     |     |     |     |     |     |     |     |     | X   |     | X   |     |

### 1951–1955
1951: Deutsche Trachtenwoche an der Ostsee 4.–12. August 1951
| Name der Gruppe                                                  | Heimatort            | Land/Region              | Staat       |
| ---------------------------------------------------------------- | -------------------- | ------------------------ | ----------- |
| Kolbermoorer Marktsingschule                                     | Kolbermoor           | Bayern                   | Deutschland |
| Schlierseer Plattlergruppe der Volkshochschule                   | Hausham              | Bayern                   | Deutschland |
| Trachtengruppe Bad Liebenzell                                    | Bad Liebenzell       | Württemberg-Hohenzollern | Deutschland |
| Hessentrinchen                                                   | Erksdorf             | Hessen                   | Deutschland |
| Tanzgruppe Bückeburg                                             | Lindhorst            | Niedersachsen            | Deutschland |
| Lippische Trachtenvereinigung                                    | Schwalenberg         | Nordrhein-Westfalen      | Deutschland |
| Halluner Moats                                                   | Helgoland            | Schleswig-Holstein       | Deutschland |
| Nordfriesischer Tanzkreis der Insel Föhr                         | Wyk auf Föhr         | Schleswig-Holstein       | Deutschland |
| Sing- und Spielgruppe der oberösterreichischen Lehrervereinigung | Linz                 | Oberösterreich           | Österreich  |
| Tanzkreis der Volkshochschule                                    | Aachen               | Nordrhein-Westfalen      | Deutschland |
| Vierländer Volkstanz- und Trachtengruppe                         | Hamburg              | Hamburg                  | Deutschland |
| Ostdeutscher Trachtenvolkstanzkreis                              | Neustadt in Holstein | Schleswig-Holstein       | Deutschland |
| Siebenbürger Sachsen                                             |                      |                          |             |
| Jugendtanz- und Singkreis                                        | Neustadt in Holstein | Schleswig-Holstein       | Deutschland |

1952: II. Europäische Trachtenwoche an der Ostsee 2.–9. August 1952
| Name der Gruppe                                                  | Heimatort            | Land/Region        | Staat                  |
| ---------------------------------------------------------------- | -------------------- | ------------------ | ---------------------- |
| Spielgruppe der Volkshögskola Jära                               | Malmbäck             | Jönköpings län     | Schweden               |
| Volkstanzkreis der Kansalaisopisto                               | Riihimäki            | Kanta-Häme         | Finnland               |
| Sing- und Spielgruppe der oberösterreichischen Lehrervereinigung | Linz                 | Oberösterreich     | Österreich             |
| Innviertler Schulspatzen                                         | Ried im Innkreis     | Oberösterreich     | Österreich             |
| Volksdanzkring                                                   | Rotterdam            | Südholland         | Niederlande            |
| English Folk Dance and Song Society                              | Warminster           | England            | Vereinigtes Königreich |
| Kolbermoorer Marktsingschule                                     | Kolbermoor           | Bayern             | Deutschland            |
| Schlierseer Plattlergruppe der Volkshochschule                   | Hausham              | Bayern             | Deutschland            |
| Aschauer Buam                                                    | Hohenaschau          | Bayern             | Deutschland            |
| Fränkischer Spielkreis                                           | Neuhof b. Nürnberg   | Bayern             | Deutschland            |
| Landsberger Jugendchor                                           | Landsberg am Lech    | Bayern             | Deutschland            |
| Martinsfinken                                                    | Kaufbeuren           | Bayern             | Deutschland            |
| Trachtengruppe Bad Liebenzell                                    | Bad Liebenzell       | Baden-Württemberg  | Deutschland            |
| Hessentrinchen                                                   | Erksdorf             | Hessen             | Deutschland            |
| Halluner Moats                                                   | Helgoland            | Schleswig-Holstein | Deutschland            |
| Nordfriesischer Tanzkreis der Insel Föhr                         | Wyk auf Föhr         | Schleswig-Holstein | Deutschland            |
| Vierländer Bauern und Blankeneser Fischer                        | Stade                | Niedersachsen      | Deutschland            |
| Spiel- und Tanzgruppe der Mecklenburgischen Landsmannschaft      | Ratzeburg            | Schleswig-Holstein | Deutschland            |
| Egerländer Gmoi                                                  | Herzogenaurach       | Bayern             | Deutschland            |
| Ostdeutscher Trachtenvolkstanzkreis                              | Neustadt in Holstein | Schleswig-Holstein | Deutschland            |
| Jugendtanz- und Singkreis                                        | Neustadt in Holstein | Schleswig-Holstein | Deutschland            |

1953: III. Europäische Trachtenwoche 1.–8. August 1953
| Name der Gruppe                                                  | Heimatort            | Land/Region              | Staat                                   |
| ---------------------------------------------------------------- | -------------------- | ------------------------ | --------------------------------------- |
| Sing-, Tanz- und Spielgruppe der Universität                     | Löwen                | Provinz Flämisch-Brabant | Belgien                                 |
| Foreningen til Folkdansens Fremme Kopenhagen                     | Frederiksborg        | Region Hovedstaden       | Dänemark                                |
| Volksdanzkring                                                   | Rotterdam            | Südholland               | Niederlande                             |
| Chor der Universität Grenoble                                    | Grenoble             | Département Isère        | Frankreich                              |
| Lettische Volkstanzgruppe/Studentenchor                          |                      |                          | Lettische Sozialistische Sowjetrepublik |
| Sing- und Spielgruppe der oberösterreichischen Lehrervereinigung | Linz                 | Oberösterreich           | Österreich                              |
| Traunsteiner Volkstanzgruppe                                     | Traunstein           | Bayern                   | Deutschland                             |
| Schlierseer Plattlergruppe der Volkshochschule                   | Hausham              | Bayern                   | Deutschland                             |
| Kirchstoaner                                                     | Bad Tölz             | Bayern                   | Deutschland                             |
| Kolbermoorer Marktsingschule                                     | Kolbermoor           | Bayern                   | Deutschland                             |
| Schwälmer Trachtengruppe                                         |                      | Hessen                   | Deutschland                             |
| Volkstanzgruppe Ostfriesische Landschaft                         | Aurich               | Niedersachsen            | Deutschland                             |
| Heimattanzkreis Hamburg                                          | Hamburg              | Hamburg                  | Deutschland                             |
| Probsteier Trachtengruppe                                        | Schönberg            | Schleswig-Holstein       | Deutschland                             |
| Spiel- und Tanzgruppe der Mecklenburgischen Landsmannschaft      | Ratzeburg            | Schleswig-Holstein       | Deutschland                             |
| Jugendsing- und -tanzkreis Berlin-Steglitz                       | Berlin               | Berlin                   | Deutschland                             |
| Ostdeutscher Trachtenvolkstanzkreis                              | Neustadt in Holstein | Schleswig-Holstein       | Deutschland                             |
| Siebenbürger Sachsen                                             |                      |                          |                                         |
| Jugendtanz- und Singkreis                                        | Neustadt in Holstein | Schleswig-Holstein       | Deutschland                             |

1954: IV. Europäische Trachtenwoche 7.–14. August 1954
| Name der Gruppe                                                  | Heimatort            | Land/Region        | Staat                                   |
| ---------------------------------------------------------------- | -------------------- | ------------------ | --------------------------------------- |
| Société Chorale et Folklorique „Les Cramignons“                  | Lüttich              | Wallonische Region | Belgien                                 |
| Sing- und Tanzkreis                                              | Frederiksborg        | Region Hovedstaden | Dänemark                                |
| Chorale Fédérale du Scoutisme Francais „A Coeur Joie“            | Paris                | Île-de-France      | Frankreich                              |
| English Folk Dance and Song Society                              | Shoreham-by-Sea      | England            | Vereinigtes Königreich                  |
| New Scotland Country Dance Society of the University             | Edinburgh            | Schottland         | Vereinigtes Königreich                  |
| Volksdanzkring                                                   | Rotterdam            | Südholland         | Niederlande                             |
| Gruppo Folkloristico „Cantori del Friuli“                        | Udine                | Provinz Udine      | Italien                                 |
| Lettische Volkstanzgruppe/Studentenchor                          |                      |                    | Lettische Sozialistische Sowjetrepublik |
| Noregs Ungdomslaget                                              | Oslo                 | Oslo               | Norwegen                                |
| Innviertler Schulspatzen                                         | Ried im Innkreis     | Oberösterreich     | Österreich                              |
| Wiener Singgemeinschaft                                          | Wien                 | Wien               | Österreich                              |
| Spielgruppe der Volkshögskola Jära                               | Malmbäck             | Jönköpings län     | Schweden                                |
| Trachtechor Züri                                                 | Zürich               | Kanton Zürich      | Schweiz                                 |
| Musik- und Volkstanzkreis                                        | Zürich               | Kanton Zürich      | Schweiz                                 |
| La Regidora Central de Cultura                                   | Sevilla              | Provinz Sevilla    | Spanien                                 |
| Tanz- und Singgruppe von Studenten an europäischen Universitäten |                      |                    | Indien                                  |
| Kolbermoorer Marktsingschule                                     | Kolbermoor           | Bayern             | Deutschland                             |
| Hessentrinchen                                                   | Erksdorf             | Hessen             | Deutschland                             |
| Volkstanzgruppe Ostfriesische Landschaft                         | Aurich               | Niedersachsen      | Deutschland                             |
| Heimattanzkreis Hamburg                                          | Hamburg              | Hamburg            | Deutschland                             |
| Jugendtanz- und Singkreis                                        | Neustadt in Holstein | Schleswig-Holstein | Deutschland                             |
| Ostdeutscher Trachtenvolkstanzkreis                              | Neustadt in Holstein | Schleswig-Holstein | Deutschland                             |
| Volkstanzgruppe Parchim/Mecklenburg                              | Parchim              | Bezirk Schwerin    | Deutsche Demokratische Republik         |

1955: V. Europäische Trachtenwoche 6.–13. August 1955
| Name der Gruppe                                                    | Heimatort                  | Land/Region        | Staat                                   |
| ------------------------------------------------------------------ | -------------------------- | ------------------ | --------------------------------------- |
| Keizerlijke en koninklijke Gilde St. Sebastian Neder-Over-Heembeek | Brüssel                    | Brüssel            | Belgien                                 |
| Sing- und Tanzkreis                                                | Frederiksborg              | Region Hovedstaden | Dänemark                                |
| Volkstanzkreis der Kansalaisopisto Helsinki Työväenopisto          | Helsinki                   | Helsinki           | Finnland                                |
| New Scotland Country Dance Society of the University               | Edinburgh                  | Schottland         | Vereinigtes Königreich                  |
| Volksdanzkring                                                     | Rotterdam                  | Südholland         | Niederlande                             |
| Gruppo Folkloristico di Gravina di Puglia                          | Bari                       | Apulien            | Italien                                 |
| Südtiroler Sing- und Spielgruppe                                   | Brixen                     | Trentino-Südtirol  | Italien                                 |
| Oklud „Ivo Lola Ribar“                                             | Belgrad                    | Serbien            | Jugoslawien                             |
| Lettische Volkstanzgruppe/Studentenchor                            |                            |                    | Lettische Sozialistische Sowjetrepublik |
| Sing-, Spiel- und Tanzgruppe „Welser Rud“                          | Wels                       | Oberösterreich     | Österreich                              |
| Kolbermoorer Marktsingschule                                       | Kolbermoor                 | Bayern             | Deutschland                             |
| Schwäbischer Spielkreis                                            | Stuttgart                  | Baden-Württemberg  | Deutschland                             |
| Odenwälder Musik-, Tanz- und Singkreis                             | Erbach                     | Baden-Württemberg  | Deutschland                             |
| Trachtengruppe Winningen/Mosel                                     | Winningen                  | Rheinland-Pfalz    | Deutschland                             |
| Trachtengruppe Neustadt/Weinstraße                                 | Neustadt an der Weinstraße | Rheinland-Pfalz    | Deutschland                             |
| Dithmarscher Schwertertänzer                                       | Albersdorf (Holstein)      | Schleswig-Holstein | Deutschland                             |
| Heimattanzkreis Hamburg                                            | Hamburg                    | Hamburg            | Deutschland                             |
| Jugendtanz- und Singkreis                                          | Neustadt in Holstein       | Schleswig-Holstein | Deutschland                             |
| Ostdeutscher Trachtenvolkstanzkreis                                | Neustadt in Holstein       | Schleswig-Holstein | Deutschland                             |

### 1956–1960
1956: VI. Europäische Trachtenwoche 28. Juli–4. August 1956
| Name der Gruppe                                                  | Heimatort             | Land/Region                       | Staat                                   |
| ---------------------------------------------------------------- | --------------------- | --------------------------------- | --------------------------------------- |
| De Lioene Volkskunstgroep                                        | Gent                  | Provinz Ostflandern               | Belgien                                 |
| Hämeenlinnan Kansalaisopisko                                     | Hämeenlinna           | Region Häme                       | Finnland                                |
| Société Régionaliste Normandie „Alfred Rossel“                   | Octeville             | Département Manche                | Frankreich                              |
| Oxford Dance and Choir Clubs                                     | Oxford                | England                           | Vereinigtes Königreich                  |
| New Scotland Country Dance Society of the University             | Edinburgh             | Schottland                        | Vereinigtes Königreich                  |
| Rotterdamse Volksdanzkring                                       | Rotterdam             | Südholland                        | Niederlande                             |
| „Canterini Nicastresi“ di Nicastro                               | Catanzaro             | Kalabrien                         | Italien                                 |
| Volkstanzgruppe „France Marolt“                                  | Ljubljana             | Sozialistische Republik Slowenien | Jugoslawien                             |
| Lettische Chor- und Tanzvereinigung                              | Hamburg               |                                   | Lettische Sozialistische Sowjetrepublik |
| Bondeungdomslaget Ervingen                                       | Bergen                | Hordaland                         | Norwegen                                |
| Sing- und Spielgruppe der oberösterreichischen Lehrervereinigung | Linz                  | Oberösterreich                    | Österreich                              |
| Sing-, Spiel- und Tanzgruppe „Welser Rud“                        | Wels                  | Oberösterreich                    | Österreich                              |
| Trachtechor Züri                                                 | Zürich                | Kanton Zürich                     | Schweiz                                 |
| „Perintis Budaja“ (= Pioniere der Volkskunst) von Sumatra        |                       |                                   | Indonesien                              |
| Heidelberger Sing-, Tanz- und Spielkreis                         | Heidelberg            | Baden-Württemberg                 | Deutschland                             |
| Oberbayerische Jodler- und Plattlergruppe                        | Hausham               | Bayern                            | Deutschland                             |
| Hessischer Volkstanz-, Trachten- und Spielkreis                  | Marburg               | Hessen                            | Deutschland                             |
| Saarländischer Volkstanzbund                                     | Saarbrücken           | Saarland                          | Deutschland                             |
| Dithmarscher Schwertertänzer                                     | Albersdorf (Holstein) | Schleswig-Holstein                | Deutschland                             |
| Berliner Volkstanzkreis Neukölln                                 | Berlin                | Berlin                            | Deutschland                             |
| Heimattanzkreis                                                  | Hamburg               | Hamburg                           | Deutschland                             |
| Ostdeutscher Trachtenvolkstanzkreis                              | Neustadt in Holstein  | Schleswig-Holstein                | Deutschland                             |
| Jugendtanz- und Singkreis                                        | Neustadt in Holstein  | Schleswig-Holstein                | Deutschland                             |
| Neustädter Volkstanzkreis                                        | Neustadt in Holstein  | Schleswig-Holstein                | Deutschland                             |

1957: VII. Europäische Trachtenwoche 3.–10. August 1957
| Name der Gruppe                                | Heimatort            | Land/Region        | Staat                                   |
| ---------------------------------------------- | -------------------- | ------------------ | --------------------------------------- |
| Société Régionaliste Normandie „Alfred Rossel“ | Octeville            | Département Manche | Frankreich                              |
| Volkstanzgruppe „France Marolt“                | Ljubljana            | Slowenien          | Jugoslawien                             |
| St. Joseph’s Past Pupils Choral Society        | Dublin               | Leinster           | Irland                                  |
| Lettische Chor- und Tanzvereinigung            | Hamburg              |                    | Lettische Sozialistische Sowjetrepublik |
| Innviertler Schulspatzen                       | Ried im Innkreis     | Oberösterreich     | Österreich                              |
| Spielgruppe der Volkshögskola Jära             | Malmbäck             | Jönköpings län     | Schweden                                |
| Grupo Choros y Danzas de España                | Murcia               | Murcia             | Spanien                                 |
| „Troubadour“-Group                             | Philadelphia         | Pennsylvania       | Vereinigte Staaten                      |
| Landsberger Jugendchor                         | Landsberg am Lech    | Bayern             | Deutschland                             |
| Saarländischer Volkstanzbund                   | Saarbrücken          | Saarland           | Deutschland                             |
| Jugendsing- und Tanzgruppe Harzclub Westharz   |                      | Niedersachsen      | Deutschland                             |
| Ostdeutscher Trachtenvolkstanzkreis            | Neustadt in Holstein | Schleswig-Holstein | Deutschland                             |
| Berliner Jugendtanzkreis Steglitz              | Berlin               | Berlin             | Deutschland                             |
| Harslebener Volkstanzkreis Ostharz             | Harsleben            | Bezirk Magdeburg   | Deutsche Demokratische Republik         |
| Ostfriesische Volkstanzgruppe                  | Wiesmoor             | Niedersachsen      | Deutschland                             |
| Neustädter Volkstanzkreis                      | Neustadt in Holstein | Schleswig-Holstein | Deutschland                             |

1958: VIII. Europäische Trachtenwoche 2.–9. August 1958
| Name der Gruppe                                            | Heimatort            | Land/Region             | Staat                  |
| ---------------------------------------------------------- | -------------------- | ----------------------- | ---------------------- |
| Volkstanzgruppe Työväenopista                              | Turku                | Varsinais-Suomi         | Finnland               |
| Auvernha Dansaira                                          | Clermont-Ferrand     | Département Puy-de-Dôme | Frankreich             |
| Rotterdamse Volksdanzkring                                 | Rotterdam            | Südholland              | Niederlande            |
| Gruppo Folkloristico „Cantorti del Friuli“                 | Udine                | Provinz Udine           | Italien                |
| Gruppo Folkloristico di Gravina di Puglia                  | Bari                 | Apulien                 | Italien                |
| AKUD „Slobodan Princip Seljo“                              | Sarajevo             |                         | Jugoslawien            |
| New Scotland Country Dance Society University of Edinburgh | Edinburgh            | Schottland              | Vereinigtes Königreich |
| Volkstanzgruppe Glattal                                    | Zürich               | Kanton Zürich           | Schweiz                |
| Plattlergruppe des Gebirgstrachtenvereins „Immergrün“      | Kolbermoor           | Bayern                  | Deutschland            |
| Hans-von-der-Au-Trachtengruppe                             | Erbach               | Hessen                  | Deutschland            |
| Volkstanzgruppe Plaggenburg                                | Plaggenburg          | Niedersachsen           | Deutschland            |
| Der junge Chor Schleswig-Holstein                          | Lübeck               | Schleswig-Holstein      | Deutschland            |
| Ostdeutscher Trachtenvolkstanzkreis                        | Neustadt in Holstein | Schleswig-Holstein      | Deutschland            |
| Neustädter Volkstanzkreis                                  | Neustadt in Holstein | Schleswig-Holstein      | Deutschland            |

1959: IX. Europäische Trachtenwoche 1.–8. August 1959
| Name der Gruppe                      | Heimatort               | Land/Region          | Staat                  |
| ------------------------------------ | ----------------------- | -------------------- | ---------------------- |
| Uilenspiegel Dansgild                | Brasschaat              | Flandern             | Belgien                |
| Volkstanzgruppe „Contrasejre“        | Kopenhagen              | Region Hovedstaden   | Dänemark               |
| English Folk Dance and Song Society  | Shoreham-by-Sea         | England              | Vereinigtes Königreich |
| Volkstanzkreis der Kansalaisopisto   | Riihimäki               | Kanta-Häme           | Finnland               |
| Groupe Folklorique „I Macchiaghioli“ | Bastia                  | Korsika              | Frankreich             |
| Les Enfants d’Aurosio                |                         | Département Vaucluse | Frankreich             |
| Gruppo Folkloristico di Nuoro        | Nuoro                   | Sardinien            | Italien                |
| AKUD „Slobodan Princip Seljo“        | Sarajevo                |                      | Jugoslawien            |
| Gruppe der Alpenvereinsjugend        | Graz                    | Steiermark           | Österreich             |
| The Covenanter’s Dance Group         | Falkirk                 | Schottland           | Vereinigtes Königreich |
| Volkstanzgruppe Loßburg              | Loßburg                 | Baden-Württemberg    | Deutschland            |
| Volkstanzgruppe der KAB              | Laggenbeck              | Nordrhein-Westfalen  | Deutschland            |
| Volkstanzgruppe der KAB St. Paulus   | Rheine                  | Nordrhein-Westfalen  | Deutschland            |
| Probsteier Landjugendgruppe          | Schönberg (Holstein)    | Schleswig-Holstein   | Deutschland            |
| Hamburger Jugendmusikkreis           | Hamburg                 | Hamburg              | Deutschland            |
| Der junge Chor Schleswig-Holstein    | Lübeck                  | Schleswig-Holstein   | Deutschland            |
| Bungsberg-Volkstanzkreis             | Schönwalde am Bungsberg | Schleswig-Holstein   | Deutschland            |
| Berliner Mozart-Chor                 | Berlin                  | Berlin               | Deutschland            |
| Ostdeutscher Trachtenvolkstanzkreis  | Neustadt in Holstein    | Schleswig-Holstein   | Deutschland            |
| Neustädter Volkstanzkreis            | Neustadt in Holstein    | Schleswig-Holstein   | Deutschland            |

1960: X. Europäische Trachtenwoche 30. Juli–6. August 1960
| Name der Gruppe                                                  | Heimatort             | Land/Region        | Staat                  |
| ---------------------------------------------------------------- | --------------------- | ------------------ | ---------------------- |
| Sing- und Tanzkreis                                              | Frederiksborg         | Region Hovedstaden | Dänemark               |
| English Folk Dance and Song Society                              | Shoreham-by-Sea       | England            | Vereinigtes Königreich |
| Hämeenlinnan Kansalaisopisko                                     | Hämeenlinna           | Region Häme        | Finnland               |
| Cercle Celtique                                                  | Redon                 | Bretagne           | Frankreich             |
| Volkstanzgruppe des Lykeion Ellenidon                            | Athen                 | Attika             | Griechenland           |
| Rotterdamse Volksdanzkring                                       | Rotterdam             | Südholland         | Niederlande            |
| Gruppo Folkloristico „Cantorti del Friuli“                       | Udine                 | Provinz Udine      | Italien                |
| Südtiroler Sing- und Spielgruppe                                 | Brixen                | Trentino-Südtirol  | Italien                |
| Oklud „Ivo Lola Ribar“                                           | Belgrad               | Serbien            | Jugoslawien            |
| Sing- und Spielgruppe der oberösterreichischen Lehrervereinigung | Linz                  | Oberösterreich     | Österreich             |
| New Scotland Country Dance Society University of Edinburgh       | Edinburgh             | Schottland         | Vereinigtes Königreich |
| Svenska Ungdomsringen för Bygdekultur                            | Uppsala               | Uppsala län        | Schweden               |
| Trachtechor Züri                                                 | Zürich                | Kanton Zürich      | Schweiz                |
| Grupo Choros y Danzas de España                                  | Murcia                | Murcia             | Spanien                |
| Plattlergruppe des Gebirgstrachtenvereins „Immergrün“            | Kolbermoor            | Bayern             | Deutschland            |
| Deggendorfer Jugendsingkreis                                     | Deggendorf            | Bayern             | Deutschland            |
| Landsberger Kammerchor                                           | Landsberg am Lech     | Bayern             | Deutschland            |
| Hans-von-der-Au Trachtengruppe                                   | Erbach                | Hessen             | Deutschland            |
| Schlitzerländer Trachten- und Volkstanzkreis                     | Schlitz               | Hessen             | Deutschland            |
| Fering Ferian                                                    | Wyk auf Föhr          | Schleswig-Holstein | Deutschland            |
| Hugo-Distler-Chor                                                | Berlin                | Berlin             | Deutschland            |
| Dithmarscher Schwertertänzer                                     | Albersdorf (Holstein) | Schleswig-Holstein | Deutschland            |
| Probsteier Landjugendgruppe                                      | Schönberg (Holstein)  | Schleswig-Holstein | Deutschland            |
| Ostdeutscher Trachtenvolkstanzkreis                              | Neustadt in Holstein  | Schleswig-Holstein | Deutschland            |
| Neustädter Volkstanzkreis                                        | Neustadt in Holstein  | Schleswig-Holstein | Deutschland            |

### 1962–1975
1962: XI. Europäische Trachtenwoche 28. Juli–4. August 1962
| Name der Gruppe                                                 | Heimatort            | Land/Region             | Staat                  |
| --------------------------------------------------------------- | -------------------- | ----------------------- | ---------------------- |
| Volkskunstgreep „De Bosse“                                      | Izegem               | Flandern                | Belgien                |
| English Folk and Dance and Song Society                         | Chichester           | England                 | Vereinigtes Königreich |
| Volkstanzkreis der Kansalaisopisto                              | Riihimäki            | Kanta-Häme              | Finnland               |
| Auvernha Dansaira                                               | Clermont-Ferrand     | Département Puy-de-Dôme | Frankreich             |
| Volkstanzgruppe „France Marolt“                                 | Ljubljana            | Slowenien               | Jugoslawien            |
| „Peer Gynt“ Leikarringen                                        | Lillestrøm           | Akershus                | Norwegen               |
| Innviertler Schulspatzen                                        | Ried im Innkreis     | Oberösterreich          | Österreich             |
| Huskvarna Folkedanslag                                          | Huskvarna            | Jönköpings län          | Schweden               |
| Trachtengruppe Höfe Eggli-Wylen                                 | Wollerau             | Kanton Schwyz           | Schweiz                |
| Vas-és Fémipari Dolgozok Szakszervezete Központi Müveszegyüttek | Budapest             | Mittelungarn            | Ungarn                 |
| Schlierseer Plattlergruppe der Volkshochschule                  | Hausham              | Bayern                  | Deutschland            |
| Trachten- und Volkstanzgruppe                                   | Oberscheden          | Niedersachsen           | Deutschland            |
| Volkstanzgruppe Ostfriesische Landschaft                        | Aurich               | Niedersachsen           | Deutschland            |
| Schlesische Trachten- und Jugendgruppe „Altvater Rübezahl“      | Iserlohn             | Nordrhein-Westfalen     | Deutschland            |
| Neustädter Volkstanzkreis                                       | Neustadt in Holstein | Schleswig-Holstein      | Deutschland            |

1964: XII. Europäische Trachtenwoche 1.–8. August 1964
| Name der Gruppe                                           | Heimatort            | Land/Region               | Staat                  |
| --------------------------------------------------------- | -------------------- | ------------------------- | ---------------------- |
| Volkskunstgreep „De Bosse“                                | Izegem               | Flandern                  | Belgien                |
| Foreningen til Folkdansens Fremme Kopenhagen              | Frederiksborg        | Region Hovedstaden        | Dänemark               |
| Bristol University Folk Dance Society                     | Bristol              | England                   | Vereinigtes Königreich |
| Groupe Folklorique „I Machiaghioli“                       | Bastia               | Korsika                   | Frankreich             |
| Groupe Folklorique „Les Thioulins des Ligniéres-en-Berry“ | Lignières            | Département Cher          | Frankreich             |
| Volkstanzgruppe „France Marolt“                           | Ljubljana            | Slowenien                 | Jugoslawien            |
| „Peer Gynt“ Leikarringen                                  | Lillestrøm           | Akershus                  | Norwegen               |
| Trachtengruppe Bludenz                                    | Bludenz              | Vorarlberg                | Österreich             |
| New Scotland Country Dance Society of the University      | Edinburgh            | Schottland                | Vereinigtes Königreich |
| Arbos-del-Panades                                         | Barcelona            | Katalonien                | Spanien                |
| Türk Folklor Kulübü                                       | Istanbul             |                           | Türkei                 |
| Volkskunstensemble Tatabánya                              | Tatabánya            | Komitat Komárom-Esztergom | Ungarn                 |
| Landsberger Kammerchor                                    | Landsberg am Lech    | Bayern                    | Deutschland            |
| Schlitzerländer Trachten- und Volkstanzkreis              | Schlitz              | Hessen                    | Deutschland            |
| Volkstanzgruppe Naßweiler                                 | Naßweiler            | Saarland                  | Deutschland            |
| Volkstanzgruppe Mantinghausen                             | Mantinghausen        | Nordrhein-Westfalen       | Deutschland            |
| Johannischer Chor                                         | Berlin               | Berlin                    | Deutschland            |
| Neustädter Volkstanzkreis                                 | Neustadt in Holstein | Schleswig-Holstein        | Deutschland            |

1967: Woche der Europäischen Begegnung 18.–26. August 1967
| Name der Gruppe                | Heimatort            | Land/Region        | Staat       |
| ------------------------------ | -------------------- | ------------------ | ----------- |
| Hans-von-der-Au Trachtengruppe | Erbach               | Hessen             | Deutschland |
| Neustädter Volkstanzkreis      | Neustadt in Holstein | Schleswig-Holstein | Deutschland |

1969: XIV. Europäische Trachtenwoche 12.–19. Juli 1969
| Name der Gruppe                                            | Heimatort            | Land/Region         | Staat                  |
| ---------------------------------------------------------- | -------------------- | ------------------- | ---------------------- |
| Vlaamse Volkskunstfederatie Vendeliersgroep                | Kortrijk             | Flandern            | Belgien                |
| Chor Technique                                             | Bratislava           |                     | Tschechoslowakei       |
| Foreningen til Folkdansens Fremme Kopenhagen               | Frederiksborg        | Region Hovedstaden  | Dänemark               |
| Volkstanzkreis der Kansalaisopisto                         | Riihimäki            | Kanta-Häme          | Finnland               |
| Groupe Folklorique „Le Berry“                              | Paris                |                     | Frankreich             |
| Gruppo Folkloristico „I Cantorti del Friuli“               | Udine                | Provinz Udine       | Italien                |
| Volkstanzgruppe „France Marolt“                            | Ljubljana            | Slowenien           | Jugoslawien            |
| „Peer Gynt“ Leikarringen                                   | Lillestrøm           | Akershus            | Norwegen               |
| Innviertler Schulspatzen                                   | Ried im Innkreis     | Oberösterreich      | Österreich             |
| New Scotland Country Dance Society of the University       | Edinburgh            | Schottland          | Vereinigtes Königreich |
| Huskvarna Folkedanslag                                     | Huskvarna            | Jönköpings län      | Schweden               |
| Trachtechor Züri                                           | Zürich               | Kanton Zürich       | Schweiz                |
| Kolbermoorer Stadtsingschule                               | Kolbermoor           | Bayern              | Deutschland            |
| Landsberger Kammerchor                                     | Landsberg am Lech    | Bayern              | Deutschland            |
| Hans-von-der-Au Trachtengruppe                             | Erbach               | Hessen              | Deutschland            |
| Schlesische Trachten- und Jugendgruppe „Altvater Rübezahl“ | Iserlohn             | Nordrhein-Westfalen | Deutschland            |
| Trachten-Volkstanzkreis                                    | Neustadt in Holstein | Schleswig-Holstein  | Deutschland            |
| Jugend-Volkstanzkreis                                      | Neustadt in Holstein | Schleswig-Holstein  | Deutschland            |

1972: XV. Europäische Trachtenwoche 20.–27. August 1972
| Name der Gruppe                                                  | Heimatort            | Land/Region        | Staat                  |
| ---------------------------------------------------------------- | -------------------- | ------------------ | ---------------------- |
| Vlaamse Volkskunstfederatie Vendeliersgroep                      | Kortrijk             | Flandern           | Belgien                |
| Group Folklorique „Le Berry“                                     | Paris                |                    | Frankreich             |
| Byrne Group                                                      | Dublin               | Leinster           | Irland                 |
| Grupo Folkloristico „Naxos“                                      | Giardini-Naxos       | Sizilien           | Italien                |
| „Peer Gynt“ Leikarringen                                         | Lillestrøm           | Akershus           | Norwegen               |
| Sing- und Spielgruppe der oberösterreichischen Lehrervereinigung | Linz                 | Oberösterreich     | Österreich             |
| Ansamblul Folcloric „Bihorul“                                    | Oradea               | Kreis Bihor        | Rumänien               |
| New Scotland Country Dance Society of the University             | Edinburgh            | Schottland         | Vereinigtes Königreich |
| Volkskunstensemble „Taman“ der Kuban-Kosaken                     |                      |                    | Sowjetunion            |
| Kolbermoorer Marktsingschule                                     | Kolbermoor           | Bayern             | Deutschland            |
| Schlitzerländer Trachten- und Volkstanzkreis                     | Schlitz              | Hessen             | Deutschland            |
| Halluner Moats                                                   | Helgoland            | Schleswig-Holstein | Deutschland            |
| Vierländer Volkstanz- und Trachtengruppe                         | Hamburg              | Hamburg            | Deutschland            |
| Volkstanzgruppe Viöl                                             | Viöl                 | Schleswig-Holstein | Deutschland            |
| Neustädter Volkstanzkreis                                        | Neustadt in Holstein | Schleswig-Holstein | Deutschland            |

1975: XVI. Europäische Trachtenwoche 26. Juli–2. August 1975
| Name der Gruppe                              | Heimatort            | Land/Region             | Staat       |
| -------------------------------------------- | -------------------- | ----------------------- | ----------- |
| Volkskunstgroep „De Bosse“                   | Izegem               | Flandern                | Belgien     |
| Volkskunstensemble Bloegowgrad               |                      |                         | Bulgarien   |
| Foreningen til Folkdansens Fremme Kopenhagen | Frederiksborg        | Region Hovedstaden      | Dänemark    |
| Volkstanzkreis der Kansalaisopisto           | Riihimäki            | Kanta-Häme              | Finnland    |
| Byrne Group                                  | Dublin               | Leinster                | Irland      |
| Volkstanzgruppe Gries                        | Gries-Quirein        | Trentino-Südtirol       | Italien     |
| Innviertler Schulspatzen                     | Ried im Innkreis     | Oberösterreich          | Österreich  |
| Volkstanz- und Gesangsgruppe „Lachy“         | Nowy Sącz            | Woiwodschaft Kleinpolen | Polen       |
| Asambul Folcloric „Bihorul“                  | Oradea               | Kreis Bihor             | Rumänien    |
| Chores „La Vos da Locarno“                   | Locarno              | Kanton Tessin           | Schweiz     |
| Kolbermoorer Marktsingschule                 | Kolbermoor           | Bayern                  | Deutschland |
| Trachtengruppe Bad Liebenzell                | Bad Liebenzell       | Baden-Württemberg       | Deutschland |
| Hans-von-der-Au Trachtengruppe               | Erbach               | Hessen                  | Deutschland |
| Vierländer Volkstanz- und Trachtengruppe     | Hamburg              | Hamburg                 | Deutschland |
| Neustädter Volkstanzkreis                    | Neustadt in Holstein | Schleswig-Holstein      | Deutschland |

### 1978–1991
1978: XVII. Europäische Trachtenwoche 29. Juli–5. August 1978
| Name der Gruppe                                                           | Heimatort            | Land/Region             | Staat        |
| ------------------------------------------------------------------------- | -------------------- | ----------------------- | ------------ |
| Tanzensemble „Drushba“                                                    | Charmanli            | Oblast Chaskowo         | Bulgarien    |
| Bornholms Folkedansere                                                    | Nexø                 | Region Hovedstaden      | Dänemark     |
| Lykion ton Ellinidon                                                      | Iraklio              | Kreta                   | Griechenland |
| Nungme alikusersuissartut issigingnartitsissartutlo pe Katigit, N.A.I.P.  | Nuuk                 | Grönland                | Dänemark     |
| Byrne School of Irish Dancing                                             |                      |                         | Irland       |
| Reykjavíks Volkstanzverein                                                | Reykjavík            | Höfuðborgarsvæðið       | Island       |
| Associazione Folklorica „Città di Giardini“                               | Giardini-Naxos       | Sizilien                | Italien      |
| Groupe Folklorique Uucht – La Veillée                                     | Luxemburg            |                         | Luxemburg    |
| Innviertler Schulspatzen                                                  | Ried im Innkreis     | Oberösterreich          | Österreich   |
| Volkstanz- und Gesangsgruppe „Lachy“                                      | Nowy Sącz            | Woiwodschaft Kleinpolen | Polen        |
| Chores „La Vos da Locarno“                                                | Locarno              | Kanton Tessin           | Schweiz      |
| Dansadors de la Vall d’Or                                                 |                      |                         | Spanien      |
| Volkstanzensemble der Karl-Marx-Universität für Wirtschaftswissenschaften | Budapest             | Mittelungarn            | Ungarn       |
| Volkstanzkreis Hohberg                                                    | Hohberg              | Baden-Württemberg       | Deutschland  |
| Vierländer Volkstanz- und Trachtengruppe                                  | Hamburg              | Hamburg                 | Deutschland  |
| Folkloregruppe (Insel Sylt)                                               |                      | Schleswig-Holstein      | Deutschland  |
| Neustädter Volkstanzkreis                                                 | Neustadt in Holstein | Schleswig-Holstein      | Deutschland  |

1981: XVIII. Europäische Trachtenwoche 25. Juli–1. August 1981
| Name der Gruppe                                                              | Heimatort                  | Land/Region                     | Staat                  |
| ---------------------------------------------------------------------------- | -------------------------- | ------------------------------- | ---------------------- |
| Bornholms Folkedansere                                                       | Rønne                      | Region Hovedstaden              | Dänemark               |
| Cercle Celtique Brizeux                                                      | Lorient                    | Bretagne                        | Frankreich             |
| Men of Wight an their Ladies                                                 | Isle of Wight              | England                         | Vereinigtes Königreich |
| Chor- und Instrumentalgruppe Geschwister Zelger                              | Deutschnofen               | Trentino-Südtirol               | Italien                |
| Kulturno Umetnicko Drustvo Abramovic-Pik-a „Tanis“                           | Pančevo                    | Sozialistische Republik Serbien | Jugoslawien            |
| Volkstanzgruppe Schellenberg                                                 | Schellenberg               |                                 | Liechtenstein          |
| Folkloristische Boerendansgroep „De Hortense Boerendansers“                  | Holten                     | Provinz Overijssel              | Niederlande            |
| Gesang- und Tanzensemble Krakowiacy                                          | Krakau                     | Woiwodschaft Kleinpolen         | Polen                  |
| Rancho Folclórico di Calvário                                                | Lagoa (Algarve)            | Algarve                         | Portugal               |
| Huskvarna Folkedanslag                                                       | Huskvarna                  | Jönköpings län                  | Schweden               |
| Bogazici University Folklore Club                                            | Istanbul                   | Provinz Istanbul                | Türkei                 |
| Volkstanzensemble der ökonomischen Universität                               | Budapest                   | Mittelungarn                    | Ungarn                 |
| Holzschuhtanzgruppe „Die Gudshemer“                                          | Odisheim                   | Niedersachsen                   | Deutschland            |
| Stadtsingschule Kolbermoor                                                   | Kolbermoor                 | Bayern                          | Deutschland            |
| Jugendvolkstanzgruppe der Landsmannschaft Ostpreußen Kreisgruppe Ostholstein | Schönwalde am Bungsberg    | Schleswig-Holstein              | Deutschland            |
| Trachtengruppe Neustadt an der Weinstraße                                    | Neustadt an der Weinstraße | Rheinland-Pfalz                 | Deutschland            |
| Neustädter Volkstanzkreis                                                    | Neustadt in Holstein       | Schleswig-Holstein              | Deutschland            |

1985: XIX. Europäische Volkstums- und Trachtenwoche 10.–17. August 1985
| Name der Gruppe                                    | Heimatort            | Land/Region             | Staat       |
| -------------------------------------------------- | -------------------- | ----------------------- | ----------- |
| Associazione Folklorica „Città di Giardini“        | Giardini-Naxos       | Sizilien                | Italien     |
| Volkstanz- und Gesangsgruppe „Lachy“               | Nowy Sącz            | Woiwodschaft Kleinpolen | Polen       |
| Mladost Kulturpo Umjetnicko Drustvo                | Pale                 |                         | Jugoslawien |
| Asambul Folcloric „Bihorul“                        | Oradea               | Kreis Bihor             | Rumänien    |
| Innviertler Schulspatzen                           | Ried im Innkreis     | Oberösterreich          | Österreich  |
| Grupo de Coros y Danzas „Virgen de la Fuensanta“   | Murcia               | Murcia                  | Spanien     |
| Coro „La Vos da Locarno“                           | Locarno              | Kanton Tessin           | Schweiz     |
| Wäldergemeinde Neustadt                            | Titisee-Neustadt     | Baden-Württemberg       | Deutschland |
| Schlitzerländer Trachten- und Volkstanzkreis       | Schlitz              | Hessen                  | Deutschland |
| Sylter Jugendtrachtengruppe der Söl’ring Foriining | Westerland           | Schleswig-Holstein      | Deutschland |
| Angeliter Trachtengruppe                           | Flensburg            | Schleswig-Holstein      | Deutschland |
| Neustädter Volkstanzkreis                          | Neustadt in Holstein | Schleswig-Holstein      | Deutschland |

1988: XX. Europäische Volkstums- und Trachtenwoche 30. Juli–6. August 1988
| Name der Gruppe                             | Heimatort            | Land/Region                       | Staat            |
| ------------------------------------------- | -------------------- | --------------------------------- | ---------------- |
| Folkloregruppe „Likion Ellinidon Naousas“   | Naoussa              | Zentralmakedonien                 | Griechenland     |
| Folkloregruppe „Vrsatec“                    | Bratislava           | Slowakei                          | Tschechoslowakei |
| Volkstanzgruppe „France Marolt“             | Ljubljana            | Sozialistische Republik Slowenien | Jugoslawien      |
| Volkstanzgruppe „Le Berry“                  | Paris                | Île-de-France                     | Frankreich       |
| Volkstanzensemble „Horyzwit“                | Lwiw                 | Oblast Lwiw                       | Ukraine          |
| Folkloregruppe „Aura“                       | Sofia                | Oblast Sofia-Stadt                | Bulgarien        |
| Associazione Folklorica „Città di Giardini“ | Giardini-Naxos       | Sizilien                          | Italien          |
| Trachtenkapelle Kappel e.V.                 | Kappel               | Baden-Württemberg                 | Deutschland      |
| Angeliter Trachtengruppe von 1979           | Süderbrarup          | Schleswig-Holstein                | Deutschland      |
| Stadtsingschule Kolbermoor                  | Kolbermoor           | Bayern                            | Deutschland      |
| Trachten- und Volkstanzgruppe Appenweier    | Friesenheim (Baden)  | Baden-Württemberg                 | Deutschland      |
| Neustädter Volkstanzkreis                   | Neustadt in Holstein | Schleswig-Holstein                | Deutschland      |

1991: XXI. Europäische Volkstums- und Trachtenwoche 27. Juli–3. August 1991
| Name der Gruppe                                  | Heimatort            | Land/Region             | Staat       |
| ------------------------------------------------ | -------------------- | ----------------------- | ----------- |
| Volkstanzensemble „Horyzwit“                     | Lwiw                 | Oblast Lwiw             | Ukraine     |
| Folkloregruppe „Aura“                            | Sofia                | Oblast Sofia-Stadt      | Bulgarien   |
| Folkloregruppe „Vrastec“                         | Dubnica nad Váhom    | Trenčiansky kraj        | Slowakei    |
| Volkstanz- und Gesangsgruppe „Lachy“             | Nowy Sącz            | Woiwodschaft Kleinpolen | Polen       |
| Folkloregruppe „Közgaz“                          | Budapest             | Mittelungarn            | Ungarn      |
| Grupo de Coros y Danzas „Virgen de la Fuensanta“ | Murcia               | Murcia                  | Spanien     |
| Folkloregruppe „Vallee des 7 Chateaux“           | Mersch               | Kanton Mersch           | Luxemburg   |
| Folklore Ensemble Gelmel                         | Schoten              | Provinz Antwerpen       | Belgien     |
| Folkloregruppe „Uppsala Ungdomsring“             | Uppsala              | Uppsala län             | Schweden    |
| Trachtenverein „Murtaler“                        | Pernegg an der Mur   | Steiermark              | Österreich  |
| Folkloretanzensemble Rudolstadt                  | Rudolstadt           | Thüringen               | Deutschland |
| Dauchinger Dorfmusikanten                        | Dauchingen           | Baden-Württemberg       | Deutschland |
| Trachtenkapelle Kappel e.V.                      | Kappel               | Baden-Württemberg       | Deutschland |
| Neustädter Volkstanzkreis                        | Neustadt in Holstein | Schleswig-Holstein      | Deutschland |

### 1994–2007
1994: XXII. Europäische Volkstums- und Trachtenwoche 13.–20. August 1994
| Name der Gruppe                           | Heimatort            | Land/Region                       | Staat            |
| ----------------------------------------- | -------------------- | --------------------------------- | ---------------- |
| Folkloregruppe „Fazisi“                   | Poti                 | Mingrelien und Oberswanetien      | Georgien         |
| Folkloregruppe „Likion Ellinidon Naousas“ | Naoussa              | Zentralmakedonien                 | Griechenland     |
| Folkloregruppe „Dolmen“                   | Dublin               | Leinster                          | Irland           |
| Folkloregruppe „Sadauja“                  | Vilnius              |                                   | Litauen          |
| Grupo Folclorico „As Morenitas“           | Ovar                 | Região Centro                     | Portugal         |
| Ballet Folclorico „Guarionex“             | Morovis              |                                   | Puerto Rico      |
| Volkstanzgruppe „France Marolt“           | Ljubljana            | Sozialistische Republik Slowenien | Jugoslawien      |
| Chor „Vos da Locarno“                     | Locarno              | Tessin                            | Schweiz          |
| Folkloregruppe „Kunovjan“                 | Kunovice             | Zlínský kraj                      | Tschechoslowakei |
| Folkloregruppe „Bakırköy“                 | Bakırköy             | Provinz Istanbul                  | Türkei           |
| Dauchinger Dorfmusikanten                 | Dauchingen           | Baden-Württemberg                 | Deutschland      |
| Stadtsingschule Kolbermoor                | Kolbermoor           | Bayern                            | Deutschland      |
| Heimatverein Neustadt/Spree               | Neustadt/Spree       | Sachsen                           | Deutschland      |
| Neustädter Volkstanzkreis                 | Neustadt in Holstein | Schleswig-Holstein                | Deutschland      |

1997: XXIII. Europäische Volkstums- und Trachtenwoche 19.–26. Juli 1997
| Name der Gruppe                           | Heimatort            | Land/Region         | Staat          |
| ----------------------------------------- | -------------------- | ------------------- | -------------- |
| Gruppo Folkloristico „Amixi de Bogliasco“ | Bogliasco            | Ligurien            | Italien        |
| Folkloregruppe „Bakırköy“                 | Bakırköy             | Provinz Istanbul    | Türkei         |
| Cercle Celtique Brizeux                   | Lorient              | Bretagne            | Frankreich     |
| Kud „Gerdan“                              | Ohrid                | Region Südwesten    | Nordmazedonien |
| Folkloreensemble „Brestschanka“           | Brest                | Breszkaja Woblasz   | Belarus        |
| Folkloreensemble „Koleczkowianie“         | Koleczkowo           |                     | Polen          |
| Volkstanzgruppe „Hajdú“                   | Debrecen             | Komitat Hajdú-Bihar | Ungarn         |
| Sampa Folklore                            | Askainen             | Varsinais-Suomi     | Finnland       |
| Folkloregruppe „Algap Kenya“              |                      |                     | Kenia          |
| Trachtenkapelle Elters/Rhön e.V.          | Elters               | Hessen              | Deutschland    |
| Neustädter Volkstanzkreis                 | Neustadt in Holstein | Schleswig-Holstein  | Deutschland    |

2001: XXIV. Europäische Volkstums- und Trachtenwoche 28. Juli–4. August 2001
| Name der Gruppe                             | Heimatort             | Land/Region            | Staat       |
| ------------------------------------------- | --------------------- | ---------------------- | ----------- |
| Volkstanzgruppe „Prajka“                    | Librazhd              | Qark Elbasan           | Albanien    |
| Folklore Ensemble „Gelmel“                  | Schoten               | Provinz Antwerpen      | Belgien     |
| Bornholm Folkedansere                       | Gudhjem               | Bornholm               | Dänemark    |
| Folkloregruppe „Dolmen“                     | Dublin                | Leinster               | Irland      |
| Gruppe Cultural „Tonalli Ambar“             | Mexiko-Stadt          | Distrito Federal       | Mexiko      |
| Folklore Ensemble „Colina“                  | Chișinău              |                        | Moldau      |
| Leikaringen Symra                           | Oslo                  | Fylke Oslo             | Norwegen    |
| Domkulturi „Strzecha“                       | Racibórz              | Woiwodschaft Schlesien | Polen       |
| AS „Lavradeiras“                            | Valadares             | Distrikt Porto         | Portugal    |
| Akademische Volkstanzgruppe „France Marolt“ | Ljubljana             | Osrednjeslovenska      | Slowenien   |
| Vallachische Volkstanzgruppe „Rusava“       | Bystřice pod Hostýnem | Zlínský kraj           | Tschechien  |
| Volkstanzensemble „Horyzwit“                | Lwiw                  | Oblast Lwiw            | Ukraine     |
| Stadtsingschule Kolbermoor                  | Kolbermoor            | Bayern                 | Deutschland |
| Dauchinger Dorfmusikanten                   | Dauchingen            | Baden-Württemberg      | Deutschland |
| Neustädter Volkstanzkreis                   | Neustadt in Holstein  | Schleswig-Holstein     | Deutschland |

2004: XXV. Europäische Volkstums- und Trachtenwoche 25.–30. Juli 2004
| Name der Gruppe                                          | Heimatort            | Land/Region             | Staat                  |
| -------------------------------------------------------- | -------------------- | ----------------------- | ---------------------- |
| Ripley Morris Men                                        | Skegby               | England                 | Vereinigtes Königreich |
| Volkstanzgruppe „Pupolitis“                              | Ķegums               | Livland                 | Lettland               |
| Volkstanz- und Gesangsgruppe „Lachy“                     | Nowy Sącz            | Woiwodschaft Kleinpolen | Polen                  |
| Volkstanzgruppe „Rancho Folklorico do Calvario“          | Lagoa                | Algarve                 | Portugal               |
| Asamblul Folkloric „Braduletul“                          | Brașov               | Siebenbürgen            | Rumänien               |
| Bo Lindvall                                              | Svalöv               | Skåne län               | Schweden               |
| Gruppe „Folklorique au bon vieux Temps“                  | Troistorrents        | Kanton Wallis           | Schweiz                |
| Volkstanzgruppe Abrasevic                                | Valjevo              | Okrug Kolubara          | Serbien                |
| Volkstanzgruppe „Conjunto Folclórico Rapa Nui Tumu Henu“ | Hanga Roa            | Provinz Osterinsel      | Chile                  |
| Die fröhlichen Harzgebirgler                             | Seesen               | Niedersachsen           | Deutschland            |
| Trachtenkapelle Friesenhofen                             | Friesenhofen         | Baden-Württemberg       | Deutschland            |
| Probsteier Tanz- und Trachtengruppe                      | Laboe                | Schleswig-Holstein      | Deutschland            |
| Angeliter Trachtengruppe                                 | Flensburg            | Schleswig-Holstein      | Deutschland            |
| Trachten- und Volkstanzverein Parchim e.V.               | Parchim              | Mecklenburg-Vorpommern  | Deutschland            |
| Volkstanzgruppe „Blau-Weiß-Rot“                          | Grömitz              | Schleswig-Holstein      | Deutschland            |
| Neustädter Volkstanzkreis                                | Neustadt in Holstein | Schleswig-Holstein      | Deutschland            |

2007: XXVI. Europäisches Folklore-Festival, 28. Juli–4. August 2007
| Name der Gruppe                            | Heimatort            | Land/Region                | Staat        |
| ------------------------------------------ | -------------------- | -------------------------- | ------------ |
| Folkdansarna på Åland                      | Sund                 | Åland                      | Finnland     |
| Hofretko Sigrotima                         | Kavala               | Ostmakedonien und Thrakien | Griechenland |
| Volkstanzgruppe Kalocsa                    | Kalocsa              | Komitat Bács-Kiskun        | Ungarn       |
| Meitheal                                   | Cork                 | County Cork                | Irland       |
| Associazione Folklorica „Città di Milazzo“ | Milazzo              | Sizilien                   | Italien      |
| Volkstanzensemble „Polesie“                | Włodawa              | Woiwodschaft Lublin        | Polen        |
| Volkstanzensemble „Perlyna“                | Lubny                | Oblast Poltawa             | Ukraine      |
| Volkstanz- und Singensemble „Kolkha“       | Tiflis               |                            | Georgien     |
| Folklore Ensemble Gelmel                   | Schoten              | Provinz Antwerpen          | Belgien      |
| Sewernaja Swonnitsa                        |                      |                            | Russland     |
| Volkstanzgruppe „Blau-Weiß-Rot“            | Grömitz              | Schleswig-Holstein         | Deutschland  |
| Volkstanzgruppe des TV Laboe               | Laboe                | Schleswig-Holstein         | Deutschland  |
| Vierländer Trachtengruppe                  | Hamburg              | Hamburg                    | Deutschland  |
| De Beekscheepers                           | Scheeßel             | Niedersachsen              | Deutschland  |
| Harmoniemusik Wiggensbach                  | Wiggensbach          | Bayern                     | Deutschland  |
| Winniger Winzer-Trachten- und Tanzgruppe   | Winningen            | Rheinland-Pfalz            | Deutschland  |
| Neustädter Volkstanzkreis                  | Neustadt in Holstein | Schleswig-Holstein         | Deutschland  |

### 2010–2022
2010: XXVII. Europäisches Folklore-Festival 25.–30. Juli 2010
| Name der Gruppe                                                   | Heimatort             | Land/Region                  | Staat               |
| ----------------------------------------------------------------- | --------------------- | ---------------------------- | ------------------- |
| Volkstanzgruppe Leigarid                                          |                       |                              | Estland             |
| Volkstanzgruppe Citta di Milazzo                                  | Milazzo               | Sizilien                     | Italien             |
| KUD Jedinstvo                                                     | Split                 | Gespanschaft Split-Dalmatien | Kroatien            |
| De Losser Böggelrieders en Dansers                                | Losser                |                              | Niederlande         |
| Volkstanz- und Gesangsgruppe Lachy                                | Nowy Sącz             | Woiwodschaft Kleinpolen      | Polen               |
| Gruppe Rancho Folklorico Mensagieros da Alegria da Várzea Pequena | Ceira                 | Distrikt Coimbra             | Portugal            |
| Folkloreensemble Belomorje                                        | Sewerodwinsk          | Oblast Archangelsk           | Russland            |
| Vallachische Volkstanzgruppe Rusava                               | Bystřice pod Hostýnem | Zlínský kraj                 | Tschechien          |
| Folkloregruppe Besiktas Belediyesi Oyun G.S.K. Kabatas Lisesi     |                       |                              | Türkei              |
| Folkloregruppe Chabarok                                           | Minsk                 |                              | Belarus             |
| The Linan Dragon & Phoenix Folk Arts Ensemble of Zhejiang         |                       | Provinz Zhejiang             | Volksrepublik China |
| Dauchinger Dorfmusikanten                                         | Dauchingen            | Baden-Württemberg            | Deutschland         |
| Trachtenverein Immergrün                                          | Kolbermoor            | Bayern                       | Deutschland         |
| Neustädter Volkstanzkreis                                         | Neustadt in Holstein  | Schleswig-Holstein           | Deutschland         |

2013: XXVIII. Europäisches Folklore-Festival, 20.–27. Juli 2013
| Name der Gruppe                        | Heimatort            | Land/Region        | Staat                         |
| -------------------------------------- | -------------------- | ------------------ | ----------------------------- |
| Samppa Folklore                        | Turku                | Varsinais-Suomi    | Finnland                      |
| Folkloregruppe Arapitsa                |                      |                    | Griechenland                  |
| Les Mutins de Longueuil                | Longueuil            | Québec             | Kanada                        |
| De Losser Böggelrieders en Daansers    | Losser               | Overijssel         | Niederlande                   |
| Trachtenverein D’Steirerherz’n z’Graz  | Graz                 | Steiermark         | Österreich                    |
| Folkloregruppe Multicolor Espectaculos |                      |                    | Peru                          |
| Folkloregruppe Belomorje               | Belomorsk            | Karelien           | Russland                      |
| Mika Mitrovic’Jarac                    | Belgrad              |                    | Serbien                       |
| Folkloregruppe Karpaty                 |                      |                    | Slowakei                      |
| Grupo Folklórico Los Jateros           |                      |                    | Spanien                       |
| Folkloregruppe Kapuvar                 |                      |                    | Ungarn                        |
| Iskele Municipality Folk Dance Group   | Iskele               |                    | Türkische Republik Nordzypern |
| Dauchinger Dorfmusikanten              | Dauchingen           | Baden-Württemberg  | Deutschland                   |
| Neustädter Volkstanzkreis              | Neustadt in Holstein | Schleswig-Holstein | Deutschland                   |

2016: XXIX. Europäisches Folklore-Festival, 29. Juli–6. August 2016
| Name der Gruppe                                  | Heimatort            | Land/Region                  | Staat                     |
| ------------------------------------------------ | -------------------- | ---------------------------- | ------------------------- |
| Compañía de Danza Acuarela Boliviana             | Tarija               | Departamento Tarija          | Bolivien                  |
| Folkloregruppe Rouschoukleeche                   | Rousse               | Oblast Russe                 | Bulgarien                 |
| Ann Carney School of Dance                       | Clonylogan           | Leinster                     | Irland                    |
| Folkloregruppe Rasa                              | Kaunas               | Bezirk Kaunas                | Litauen                   |
| Ballet Folklorico Yaocuauhtli Mariachi Garibaldi | Chihuahua San Diego  | Chihuahua Kalifornien        | Mexiko Vereinigte Staaten |
| Diyar Dance Theatre                              | Bethlehem            |                              | Palästina                 |
| Grupo Etnográfico de Areos                       | Areosa               | Minho-Lima                   | Portugal                  |
| Folkloregruppe El Candil                         | Madrid               | Autonome Gemeinschaft Madrid | Spanien                   |
| Folkloregruppe Perlyna                           | Lubny                | Oblast Poltawa               | Ukraine                   |
| Apple Chill Cloggers                             | Chapel Hill          | North Carolina               | Vereinigte Staaten        |
| Schlitzerländer Trachten- und Volkstanzkreis     | Schlitz              | Hessen                       | Deutschland               |
| Trachtenkapelle Elters/Rhön e.V.                 | Elters               | Hessen                       | Deutschland               |
| Neustädter Volkstanzkreis                        | Neustadt in Holstein | Schleswig-Holstein           | Deutschland               |

2019: XXX. Europäisches Folklore-Festival 26. Juli–3. August 2019
| Name der Gruppe                                      | Heimatort            | Land/Region             | Staat       |
| ---------------------------------------------------- | -------------------- | ----------------------- | ----------- |
| Rioni Renaissance Flag Throwers Folk Ensemble        | Cori                 | Latium                  | Italien     |
| Ann Carney School of Dance                           | Clonylogan           | Leinster                | Irland      |
| Folkloregruppe „Fabaria Folk“                        | Favara               | Sizilien                | Italien     |
| Folkloregruppe „Los del Bío-Bío“                     | Concepción           | Región del Bío-Bío      | Chile       |
| Folkloregruppe „Flor Ribeirinha“                     | Cuiabá               | Mato Grosso             | Brasilien   |
| Folkloregruppe „Kotti“                               | Seoul                |                         | Südkorea    |
| Folkloregruppe „Karpaty“                             | Bratislava           |                         | Slowakei    |
| Musik- und Tanzgruppe „Börte“                        | Ulaanbaatar          |                         | Mongolei    |
| Volkstanz- und Gesangsgruppe „Lachy“                 | Nowy Sącz            | Woiwodschaft Kleinpolen | Polen       |
| Volkstanzgruppe „France Marolt“                      | Ljubljana            | Osrednjeslovenska       | Slowenien   |
| Folkloregruppe „Ataköy Halk Oyunları G.S.K. Derneği“ | Istanbul             | Istanbul                | Türkei      |
| Harmoniemusik Wiggensbach                            | Wiggensbach          | Bayern                  | Deutschland |
| Trachtenverein Immergrün                             | Kolbermoor           | Bayern                  | Deutschland |
| Neustädter Volkstanzkreis                            | Neustadt in Holstein | Schleswig-Holstein      | Deutschland |

2022: XXXI. Europäisches Folklore-Festival 29. Juli–6. August 2022
| Name der Gruppe                               | Heimatort            | Land/Region            | Staat              |
| --------------------------------------------- | -------------------- | ---------------------- | ------------------ |
| Rioni Renaissance Flag Throwers Folk Ensemble | Cori                 | Latium                 | Italien            |
| Folkloregruppe „Fabaria Folk“                 | Favara               | Sizilien               | Italien            |
| Folkloregruppe „Kapuvár“                      | Kapuvár              | Westtransdanubien      | Ungarn             |
| Folklore Ensemble „Gelmel“                    | Schoten              | Provinz Antwerpen      | Belgien            |
| AKUD „Mika Mitrović Jarac“                    | Belgrad              |                        | Serbien            |
| Ensemble „Železiar“                           | Košice               | Košický kraj           | Slowakei           |
| Bhangra Desire International Folk Art Club    | Batala               | Punjab                 | Indien             |
| Zespół Pieśni i Tańca Łany                    | Poznań               | Woiwodschaft Großpolen | Polen              |
| Ballet Folklórico Panama Canta y Baila        | Panama-Stadt         | Provinz Panamá         | Panama             |
| WICI Song & Dance Company                     | Chicago              | Illinois               | Vereinigte Staaten |
| Trachtenverein Immergrün                      | Kolbermoor           | Bayern                 | Deutschland        |
| Neustädter Volkstanzkreis                     | Neustadt in Holstein | Schleswig-Holstein     | Deutschland        |

### 2025–
2025: XXXII. Europäisches Folklore-Festival 25. Juli–2. August 2025
| Name der Gruppe                                                                       | Heimatort            | Land/Region               | Staat       |
| ------------------------------------------------------------------------------------- | -------------------- | ------------------------- | ----------- |
| Folkloregruppe „Grupo de Proyeccion Folclorica Coquiba“                               | San José             | Provinz San José          | Costa Rica  |
| Folkloregruppe „Ataköy Halk Oyunları G.S.K. Derneği“                                  | Istanbul             | Istanbul                  | Türkei      |
| Folkloregruppe „Bhangra Desire International Folk Art Club“                           | Batala               | Punjab                    | Indien      |
| Folkloregruppe „Compañía de danza y música Aborigen“                                  | Canelones            | Departamento Canelones    | Uruguay     |
| Folkloregruppe „De Losser Böggelrieders en Dansers“                                   | Losser               | Provinz Overijssel        | Niederlande |
| Folkloregruppe „Varaždinski Folklorni Ansambl“                                        | Varaždin             | Gespanschaft Varaždin     | Kroatien    |
| Trachtenverein „D’Steirerherz’n z’Graz“                                               | Graz                 | Steiermark                | Österreich  |
| Folkloregruppe „Grupo de Danzas Folclóricas Carmen López de la Universidad del Valle“ | Cali                 | Valle del Cauca           | Kolumbien   |
| Folkloregruppe „Folklore Ensemble Mezdra“                                             | Mesdra               | Oblast Wraza              | Bulgarien   |
| Folkloregruppe „Grupo Etnográfico de Castelo do Neiva“                                | Castelo do Neiva     | Distrikt Viana do Castelo | Portugal    |
| Harmoniemusik Wiggensbach                                                             | Wiggensbach          | Bayern                    | Deutschland |
| Neustädter Volkstanzkreis                                                             | Neustadt in Holstein | Schleswig-Holstein        | Deutschland |

## Bilder

Neustädter Marktplatz mit Tribüne, Rathaus und Bühne
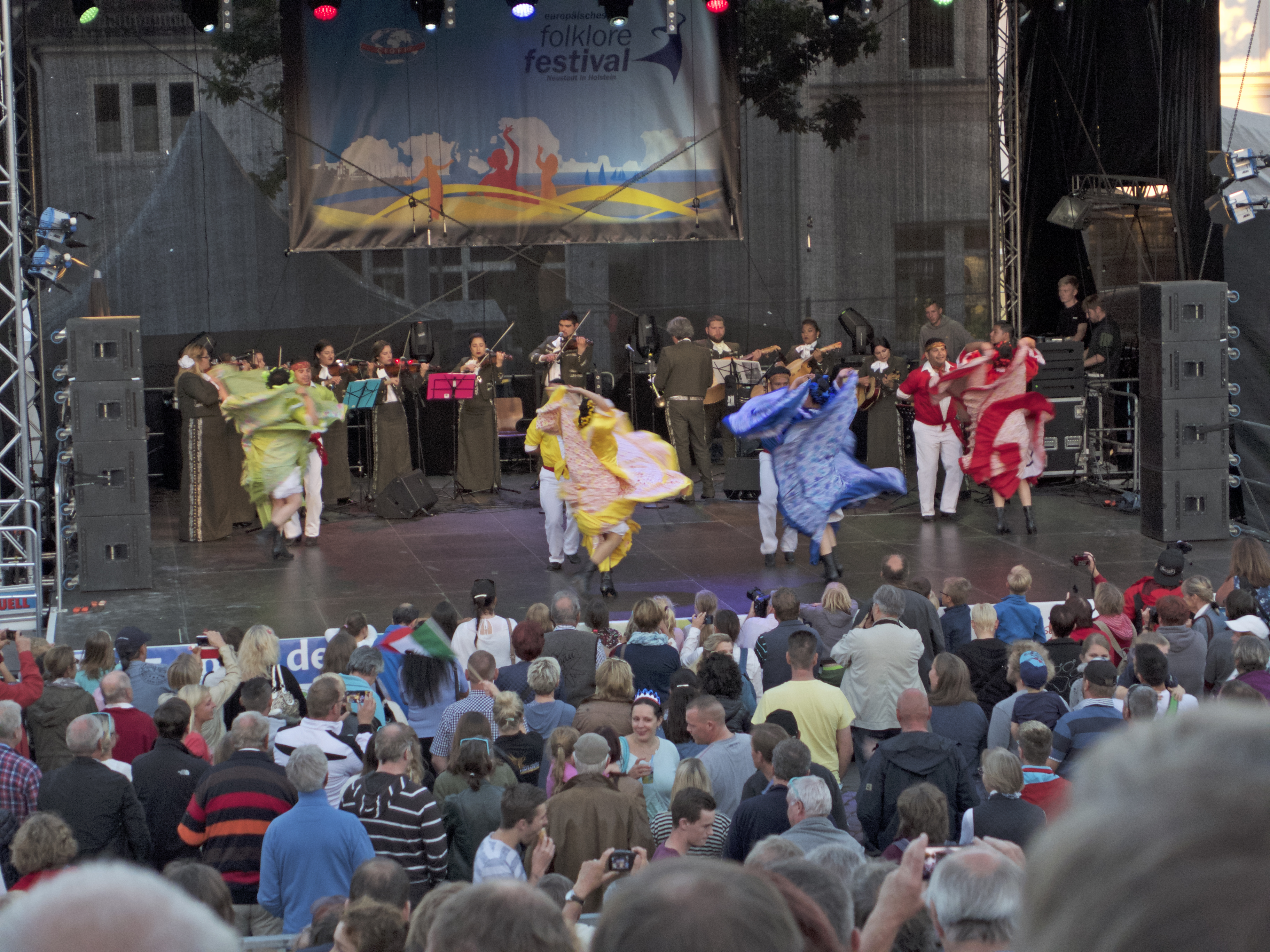
Ballet Folkloristico Yaocuauhtli aus Chihuahua, Mexiko
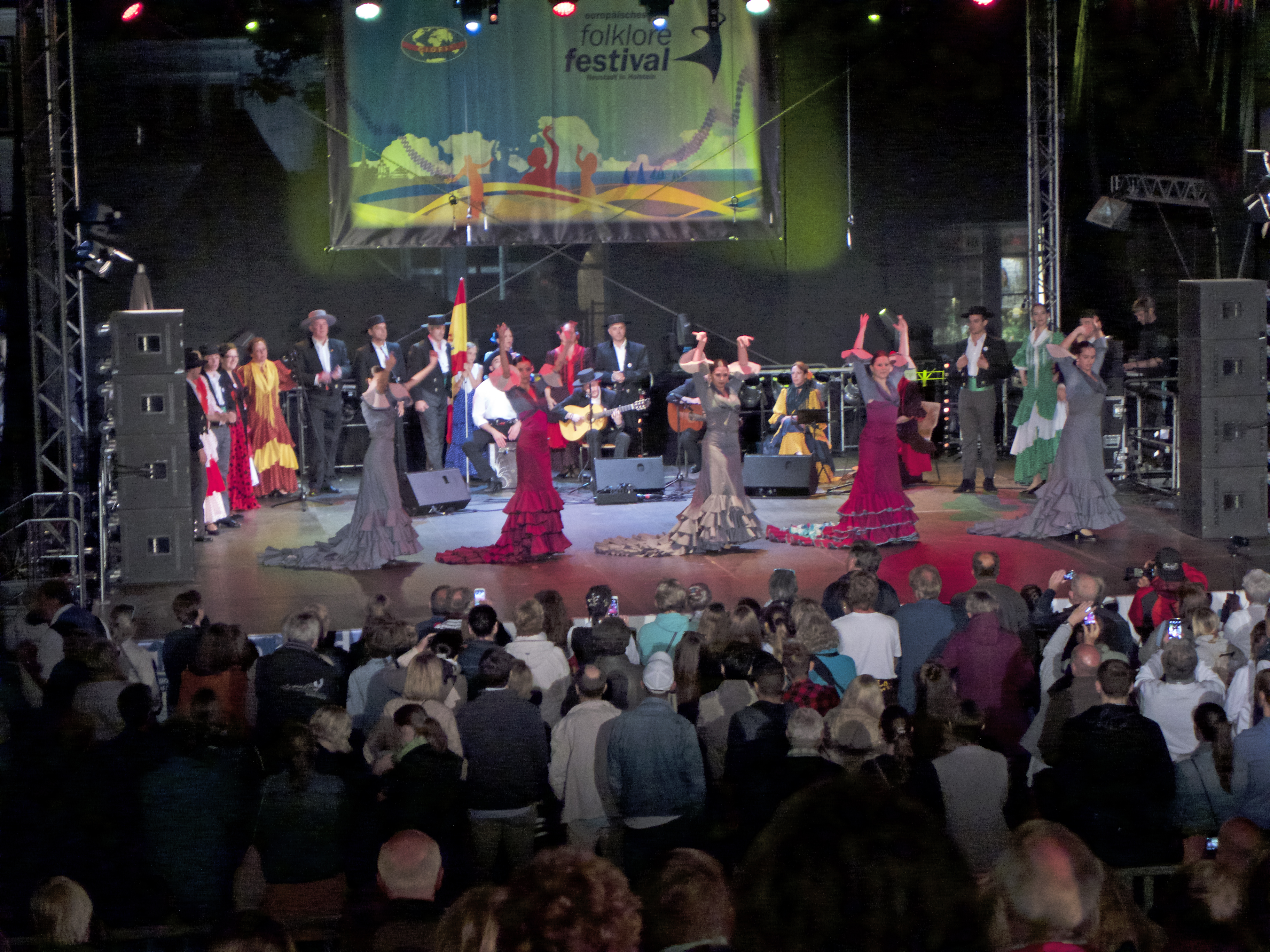
Volkstanzgruppe El Candil aus Madrid, Spanien